# 토니 타란티노

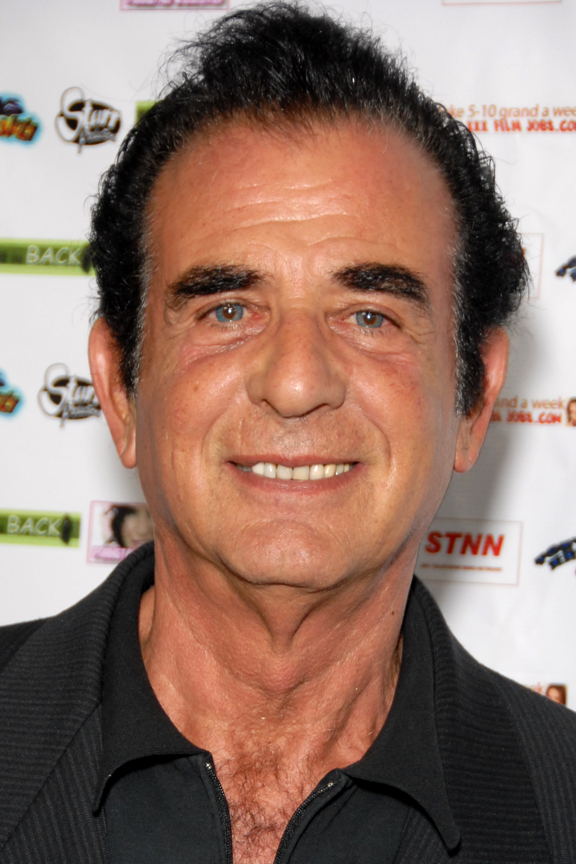

토니 타란티노(Tony Tarantino, 1940년 7월 4일 ~ 2023년 12월 8일)는 미국의 배우, 감독, 작곡가, 텔레비전 배우, 영화 프로듀서, 촬영 감독이다.
퀸스에서 태어났다.

## 영화
- 메디터레이니언 블루 (2012년) - 토니 알라모 역
- 폴리 (2010년) - 빈스 역